# Período unipartidista de la República de Turquía
El período unipartidista de la República de Turquía (en turco: Türkiye'de tek partili dönem) comprende la historia de Turquía desde la disolución del Imperio Otomano en 1923, hasta el establecimiento del Partido Nacional de Desarrollo (MKP) en 1945. Durante ese período, aunque no estuviera constitucionalmente establecido, el único partido político autorizado a operar en el país fue el Partido Republicano del Pueblo (CHP). Durante su larga presidencia, Mustafá Kemal Atatürk pidió en reiteradas ocasiones que se fundaran partidos de oposición con el fin de iniciar la transición hacia una democracia multipartidista. Hubo un intento en 1924 cuando Kazım Karabekir estableció el Partido Republicano Progresista (TCF), pero este fue prohibido en 1925 debido a que muchos de sus miembros participaron en la rebelión kurda de Sheikh Said. En 1930, se fundó el Partido Republicano Liberal (SCF), pero este fue disuelto por su fundador poco tiempo después. A pesar del esfuerzo de Atatürk de establecer una democracia, esto no se lograría sino hasta después de su muerte en 1938. La democracia se consolidó con la derrota del Partido Republicano del Pueblo ante el Partido Demócrata (DP) en las elecciones generales de 1950.

## Historia

### Presidencia de Atatürk: 1923-1938

#### Reformas
Con el establecimiento de la República de Turquía, en 1923, comenzaron los esfuerzos para modernizar el país. Las constituciones de diversos países (Francia, Suecia, Italia y Suiza) fueron analizadas y adaptadas a la realidad turca para redactar la constitución de la nueva república. Con el fin de establecer sus reformas, Mustafa Kemal colocó a Fevzi Çakmak, Kazım Özalp e İsmet İnönü en posiciones políticas importantes. Mustafa Kemal se aprovechó de su reputación como un líder militar eficiente y pasó los años siguientes, hasta su muerte en 1938, la institución de amplio alcance y progresivas reformas políticas, económicas y sociales. Al hacerlo, la sociedad turca pasó a verse a sí misma desde sujetos musulmanes de un vasto imperio a ciudadanos de un Estado-nación moderno, democrático y laico.
El país vio un constante proceso de occidentalización secular que incluía la unificación de la educación; la supresión de los títulos religiosos y otros; el cierre de los tribunales islámicos y la sustitución de la ley canónica islámica (Sharia) con un código civil secular basado en el suizo y un código penal siguiendo el modelo del código penal italiano; el reconocimiento de la igualdad entre los sexos y la concesión de plenos derechos políticos a la mujer el 5 de diciembre de 1934; la reforma lingüística iniciada por la recién fundada Asociación de la Lengua Turca; sustitución del alfabeto turco otomano con el nuevo alfabeto turco derivado del alfabeto latino; la legislación relativa a los apellidos, y muchas otras reformas.

#### Censo de 1927
En 1927 se realizó el primer censo bajo el sistema republicano. Se reunieron datos sobre la alfabetización, la situación económica y los valores sociales.

Censo de 1927
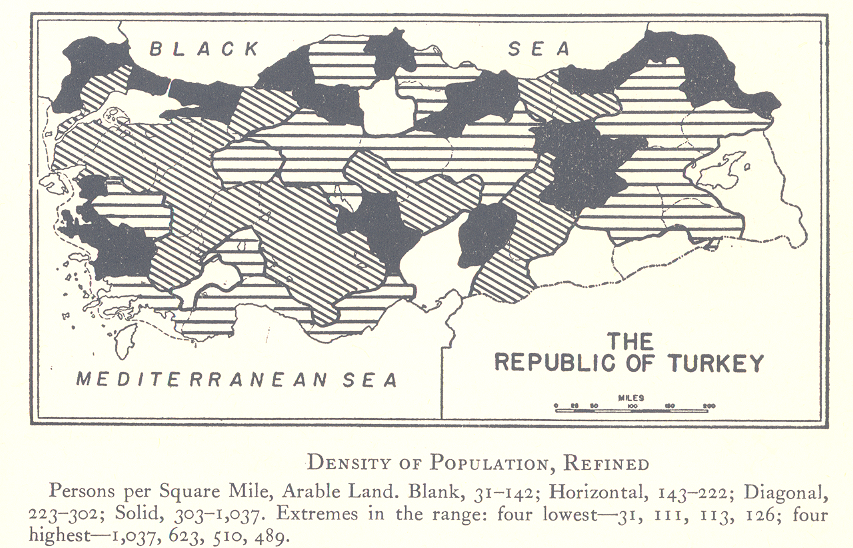
Densidad de población
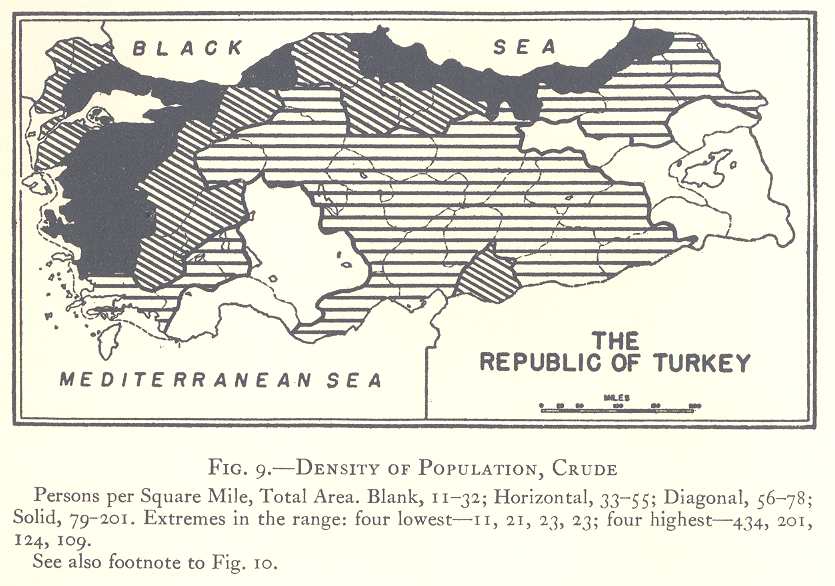
Densidad por áreas
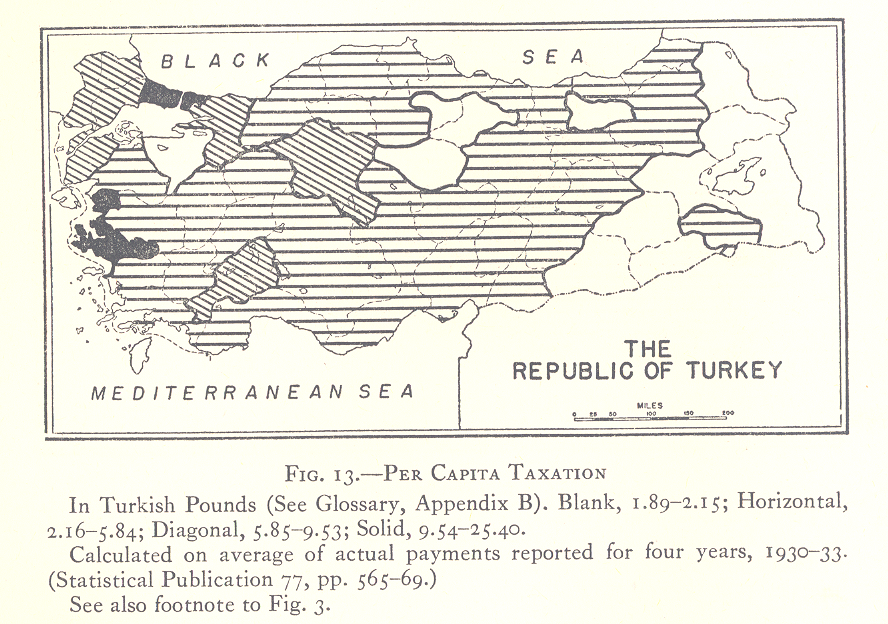
Impuestos
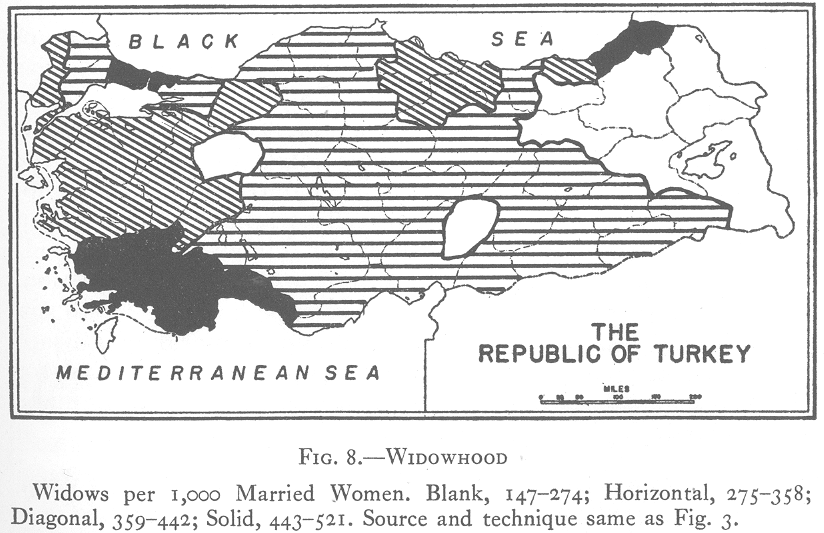
Viudos
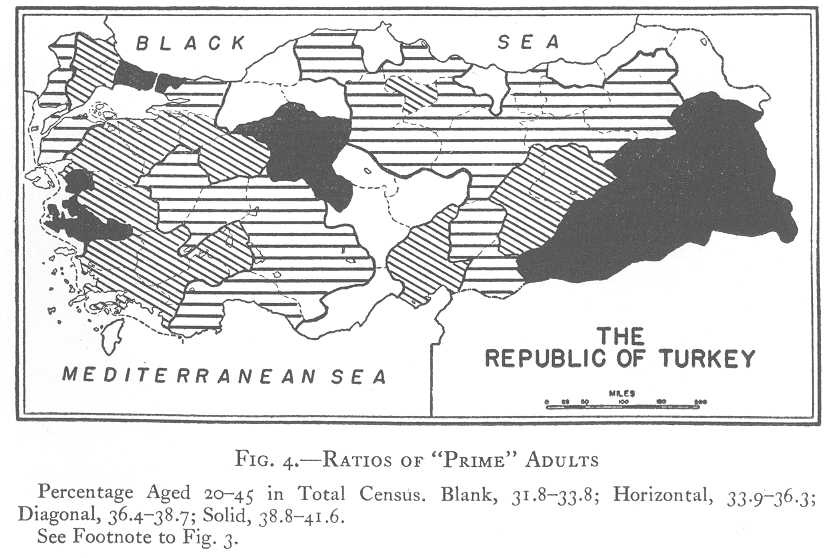
Adultos
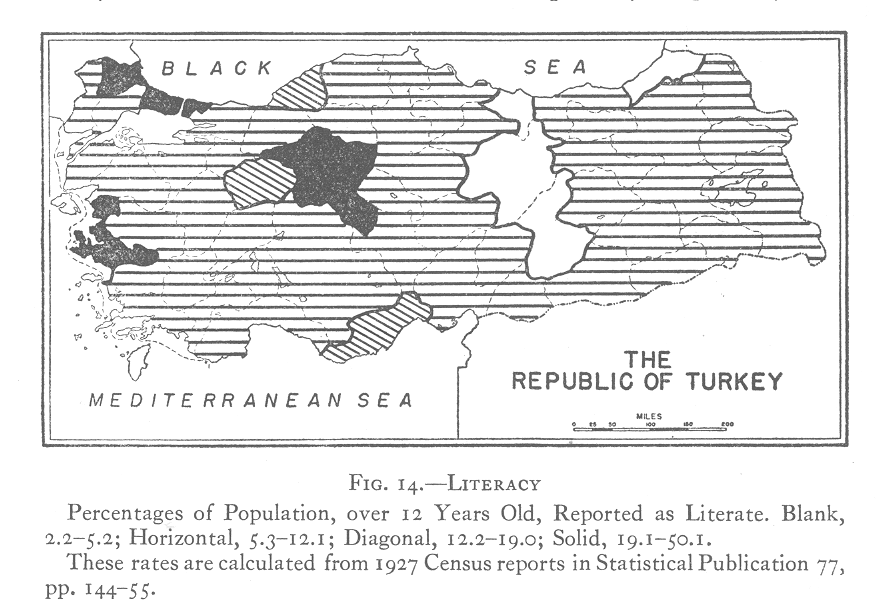
Alfabetización

#### Oposición

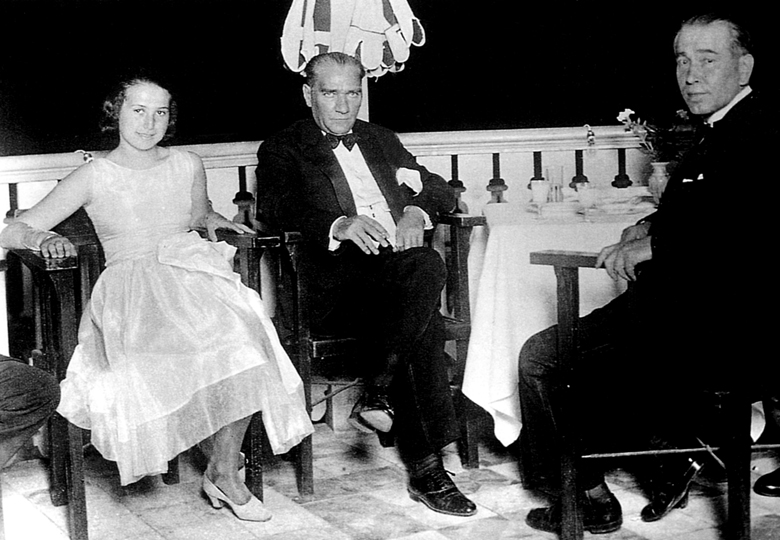
Atatürk junto a Ali Fethi Okyar, líder del Partido Republicano Liberal, el segundo partido de oposición creado en Turquía.

En 1924, se organizaba una rebelión liderada por Sheikh Said, un antiguo jeque del Imperio otomano. Basándose no solo en la reciente abolición del Califato, sino que también se opuso la adopción de los códigos civiles sobre la base de los modelos occidentales, el cierre de las órdenes religiosas, la prohibición de la poligamia, y el nuevo matrimonio civil obligatorio. Sheikh Said instó a sus seguidores air en contra de las políticas del gobierno, que él consideraba en contra del Islam. En un esfuerzo por restaurar la ley islámica, las fuerzas de Said se apoderaron de las oficinas del gobierno y marcharon en las grandes ciudades de Elazığ y Diyarbakır- La "Ley para el mantenimiento del orden público" fue aprobada para hacer frente a la rebelión del 4 de marzo de 1925. Se dio poderes excepcionales del gobierno y contó con la autoridad para atacar a los grupos subversivos (La ley fue finalmente derogada el 4 de marzo de 1929).
No todos los miembros del Partido Republicano del Pueblo estaban contentos con los cambios de Atatürk. Muchos fueron denunciados como simpatizantes de la oposición en una reunión privada del Partido (CHP) durante la cual Mustafa Kemal expresó su temor de estar entre la minoría en su propio partido. Se decidió no purgar a este grupo, y una moción de censura fue sometida a votación. El 8 de noviembre, la moción fue rechazada por 148 votos contra 18 a favor, y 41 votos de abstención.
El 17 de noviembre, el líder de la oposición dentro del partido, Kazım Karabekir, estableció el Partido Republicano Progresista (PRP) de manera oficial, contando con 29 diputados, siendo el primer sistema multipartidista de Turquía. El programa económico del PRP sugirió el liberalismo, en contraste con el socialismo de estado de la cogeneración, y su programa social se basó en el conservadurismo en contraste con la modernidad de la cogeneración. Los líderes del partido apoyaron firmemente la revolución kemalista en un principio, pero tenían diferentes opiniones sobre la revolución cultural y el principio del secularismo. El programa apoyaba los mecanismos principales para el establecimiento de la laicidad en el país y la ley civil. Estos principios fueron establecidos por los líderes en el inicio. La única oposición legal se convirtió en un hogar para todo tipo de diferentes puntos de vista.
En 1926, un atentado contra Atatürk en Esmirna fue abortado. Durante las investigaciones que siguieron, se descubrió que existía un vínculo entre los miembros del PRP y la rebelión de Sheikh Said. El PRP se disolvió después de los resultados de la investigación. El patrón de una oposición organizada, sin embargo, estaba roto. Esta acción fue la única amplia purga política durante la presidencia de Atatürk. Después del intento de homicidio, el presidente declaró, "Mi cuerpo mortal se convertirá en polvo, pero la República de Turquía va a durar para siempre".
El 11 de agosto de 1930, Mustafa Kemal decidió intentar realizar reformas multipartidistas una vez más y le pidió al líder opositor Ali Fethi Okyar que estableciera un nuevo partido. Insistió en la protección de las reformas seculares. El nuevo Partido Republicano Liberal tuvo éxito en todo el país. Sin el establecimiento de un espectro político real, una vez más, el partido se convirtió en el centro de la oposición de las reformas de Atatürk, en particular en lo que se refiere al papel de la religión en la vida pública. En noviembre de 1930, sin embargo, Ali Fethi Okyar disolvió su propio partido después de ver la amenaza fundamentalista naciente con una serie de revueltas islamistas en Menemen. Hay argumentos de que Kemal no promovió la democracia directa al dominar el país con su régimen de partido único. La razón detrás de los experimentos fallidos con el pluralismo durante este período fue que no todos los grupos en el país habían llegado a un consenso mínimo respecto a los valores compartidos (principalmente el laicismo) y las normas comunes para la resolución de conflictos.

#### Rebeliones kurdas
En las décadas de 1920 y 1930 hubo diversas rebeliones por parte de la población turca del país, todas reprimidas violentamente por el ejército turco. El término Masacre de Zilan se refiere a la masacre de miles de kurdos en 1930 durante la rebelión de Ararat, en el que participaron entre 800 y 1500 hombres armados. El número de personas que murieron en la matanza varía según las diferentes fuentes. De acuerdo con el diario Cumhuriyet (16 de julio de 1930), cerca de 15.000 personas murieron. Otra masacre, conocida como masacre de Dersim, ocurrió entre 1937 y 1938, en la actual provincia de Tunceli, en la cual también murieron varios miles de personas.

### Presidencia de İsmet İnönü: 1938 - 1950

#### Segunda Guerra Mundial
El sucesor de Atatürk después de su muerte el 10 de noviembre de 1938, fue Ismet Inönü, hasta entonces su primer ministro. Durante la presidencia de Inönü dos fuerzas lucharon por la dominación política del país. Un grupo quería aumentar el control sobre las funciones del Estado, mientras que el otro grupo quería debatir asuntos internos y externos. El principal legado de Inönü fue el método que dejó a Turquía para balancear esas fuerzas. Inönü no tenía mucha oportunidad de equilibrar estas fuerzas, pues la Segunda Guerra Mundial estaba a punto de estallar. Inönü se puso de parte del grupo que buscaba un mayor control sobre las funciones del Estado. Su movimiento fue rechazado por un amplio grupo de políticos, periodistas, propietarios de tierras y de las élites.
Políticas de Inönü no siguieron el curso de la supresión completa de la expresión o la democracia plenamente representativa: él personalmente forzó el sistema en la política multipartidista. La política de Anatolia no cedió a la política personal, debido a la posición geopolítica.
Turquía durante la Segunda Guerra Mundial mantuvo su neutralidad, aunque el 19 de octubre de 1939 firmó un pacto de asistencia mutua con Francia y Reino Unido. Cuando Alemania tuvo triunfos bélicos, el país empezó a relacionarse con los alemanes. Los aliados, aterrorizados por si los turcos se unían al Eje, trataron de convencerles para que esto no ocurriera. Finalmente el 1 de marzo de 1945, Turquía declaró la guerra a Alemania y Japón. Durante el Holocausto, Turquía salvó a muchos judíos Se conoce un caso que un cónsul turco de Rodas llamado Selâhattin Ülkümen salvó a 23 judíos turcos que estaban en tierras alemanas. Pero los nazis mataron a la mujer de Selâhattin como venganza.

#### Introducción del sistema multipartidista
Tras la derrota de la Alemania nazi en la Segunda Guerra Mundial, la ONU emitió una condena al fascismo, y comenzó a extenderse la imagen de que los sistemas de partido único, con la excepción de los comunistas, no eran una forma de gobierno aceptable para los estados modernos. Además, por encima de las diferencias entre los laicistas e islamistas, el Partido Republicano del Pueblo comenzó a fragmentarse por una diferencia aún más fuerte entre ambos: la política económica. Mientras que el CHP mantenía una política estatista y ligada la izquierda política, comenzaban a aparecer contrarios al régimen que promovían una política más cercana al liberalismo económico. La aparición de repúblicas comunistas en las fronteras turcas animó al gobierno a establecer la democracia multipartidista.
En 1945 se permitió la fundación de diversos partidos políticos, y el 21 de julio de 1946 se realizaron las primeras elecciones multipartidistas de la historia del país, que resultaron en una aplastante victoria para el Partido Republicano del Pueblo. Esto duró hasta las siguientes elecciones, en 1950, en las cuales el anterior sistema de gobierno fue definitivamente abolido con la derrota del CHP a manos del Partido Demócrata.